# Управлінська ґратка Блейка — Моутон
Управлінська решітка Блейка-Моутон — концепція, розроблена Університетом штату Огайо, була модифікована і популяризована Р. Блейком і Д. Моутон, які побудували решітку (схему), включаючи 5 основних стилів керівництва.
Управлінська решітка, розроблена американськими фахівцями з менеджменту Р. Блейком та Дж. С. Моутон, — теоретична матриця типологічних методів і способів управління внутрішньогруповими взаємодіями, в тому числі й конфліктними. Вона допомагає знайти найбільш ефективні напрямки і прийоми управлінського впливу на запобігання, розгортання і регулювання внутрішньогрупових конфліктів.